# Moualine el Oued
Moualine el Oued (àrab موالين الواد) és una comuna rural de la província de Benslimane de la regió de Casablanca-Settat. Segons el cens de 2014 tenia una població total de 9.129 persones.